# Rhamphidarpella flagellosa
Rhamphidarpella flagellosa är en mångfotingart som beskrevs av Kraus 1958. Rhamphidarpella flagellosa ingår i släktet Rhamphidarpella och familjen Odontopygidae. Inga underarter finns listade i Catalogue of Life.